# Stobbegaffeltandmos
Stobbegaffeltandmos (Dicranum flagellare)  is een soort uit geslacht gaffeltandmos (Dicranum).

## Determinatie
Het mos vormt matig dichte, levendig groene tot geelgroene gazons, die vooral in de nazomer en herfst vaak bezaaid zijn met de naaldvormige, geelachtige, ongeveer 3 millimeter hoge spruiten die typisch zijn voor deze soort. In dit stadium is het bijna onmiskenbaar en gemakkelijk te herkennen in het terrein. De kleur van de planten houdt het midden tussen het lichte groen van bossig gaffeltandmos (Dicranum montanum) en het donkergroene boskronkelsteeltje (Campylopus flexuosus), twee soorten waar stobbegaffeltandmos vrijwel altijd mee samengroeit. 
De planten, tot 5 centimeter hoog, zijn meestal dicht rizoïde tomentose. De zwak eenzijdige bladeren zijn smal lancetvormig en eindigen in een buisvormige priempunt, alleen aan de punt gekarteld, verder geheel. De ribbe neemt aan de basis van het blad ongeveer een derde van de breedte van het blad in beslag en reikt tot aan de punt van het blad of eindigt net daarvoor. De laminacellen zijn aan de bovenzijde vierkant tot kort rechthoekig, glad, niet of nauwelijks gevlekt en aan de bladvoet langwerpig. Sporenkapsels worden slechts zeer zelden gevormd.

### Gelijkende taxa
Vooral de gelijkenis met boskronkelsteeltje is sterk. Het subtiele verschil zit in de broedtakjes: stijve, slanke flagellen bij Dicranum flagellare, korte broedtakjes met bruinrode voet bij Campylopus flexuosus.

## Ecologie
Stobbegaffeltandmos houdt van een permanent hoge luchtvochtigheid, en groeit vooral op dood hout en boomvoeten, meestal van eik, soms op ruwe berk in bossen op droge zandgrond. Er zijn echter ook vondsten op keileem, oude rivierklei en verzuurde löss. Slechts bij hoge uitzondering wordt de soort gevonden in wilgenstruwelen. 

## Verspreiding
In Nederland is stobbegaffeltandmos zeldzaam. Het is niet bedreigd en staat niet op de rode lijst. De soort is vrijwel beperkt tot oudbosgebieden, met name in het midden van ons land (Utrechtse Heuvelrug, De Liemers en vooral het zuidoosten van de Veluwe), het Mantingerbos in Drenthe en in Zuid-Limburg (plateau van Vaals).

## Fotogalerij

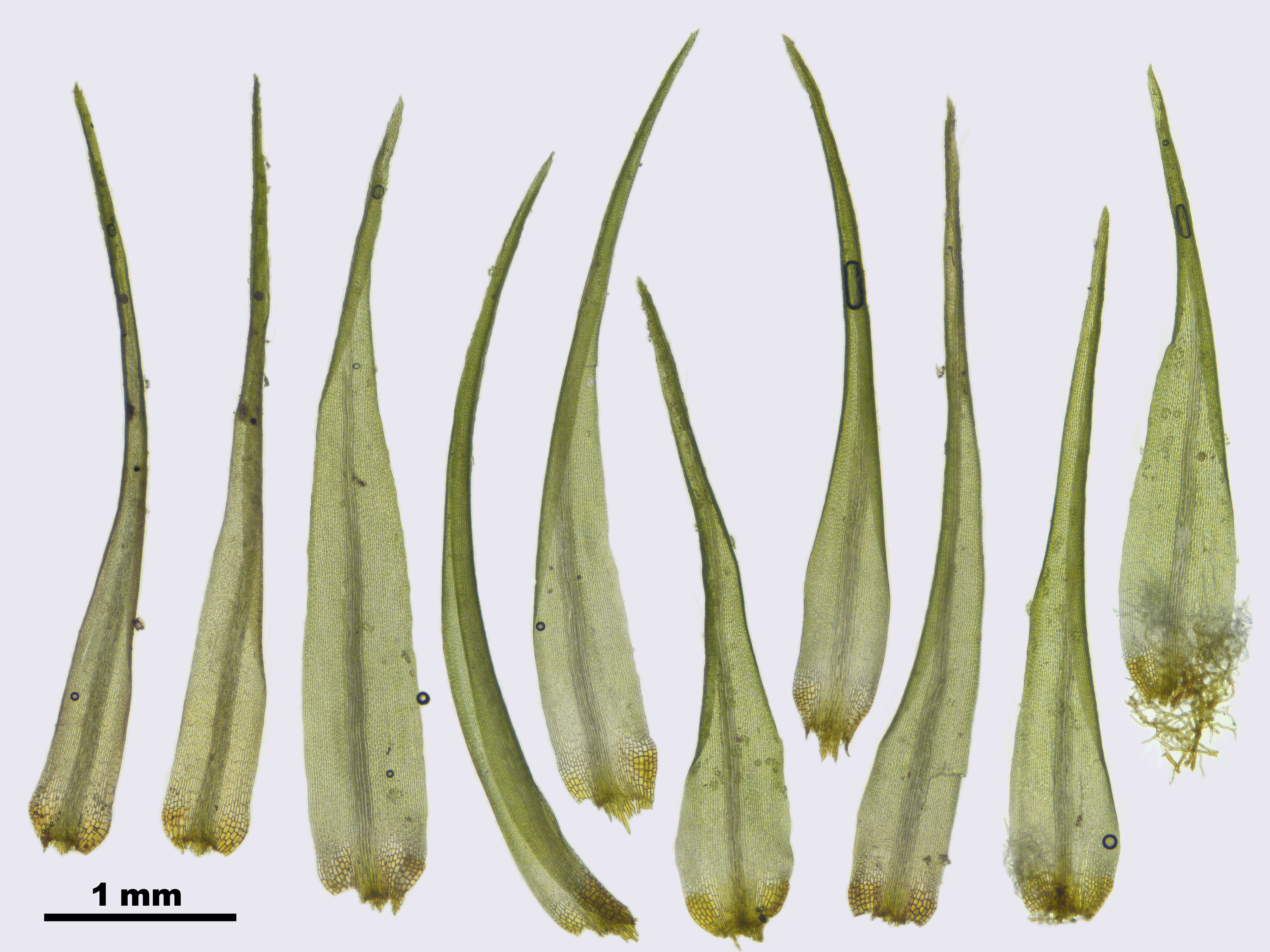
Bladeren
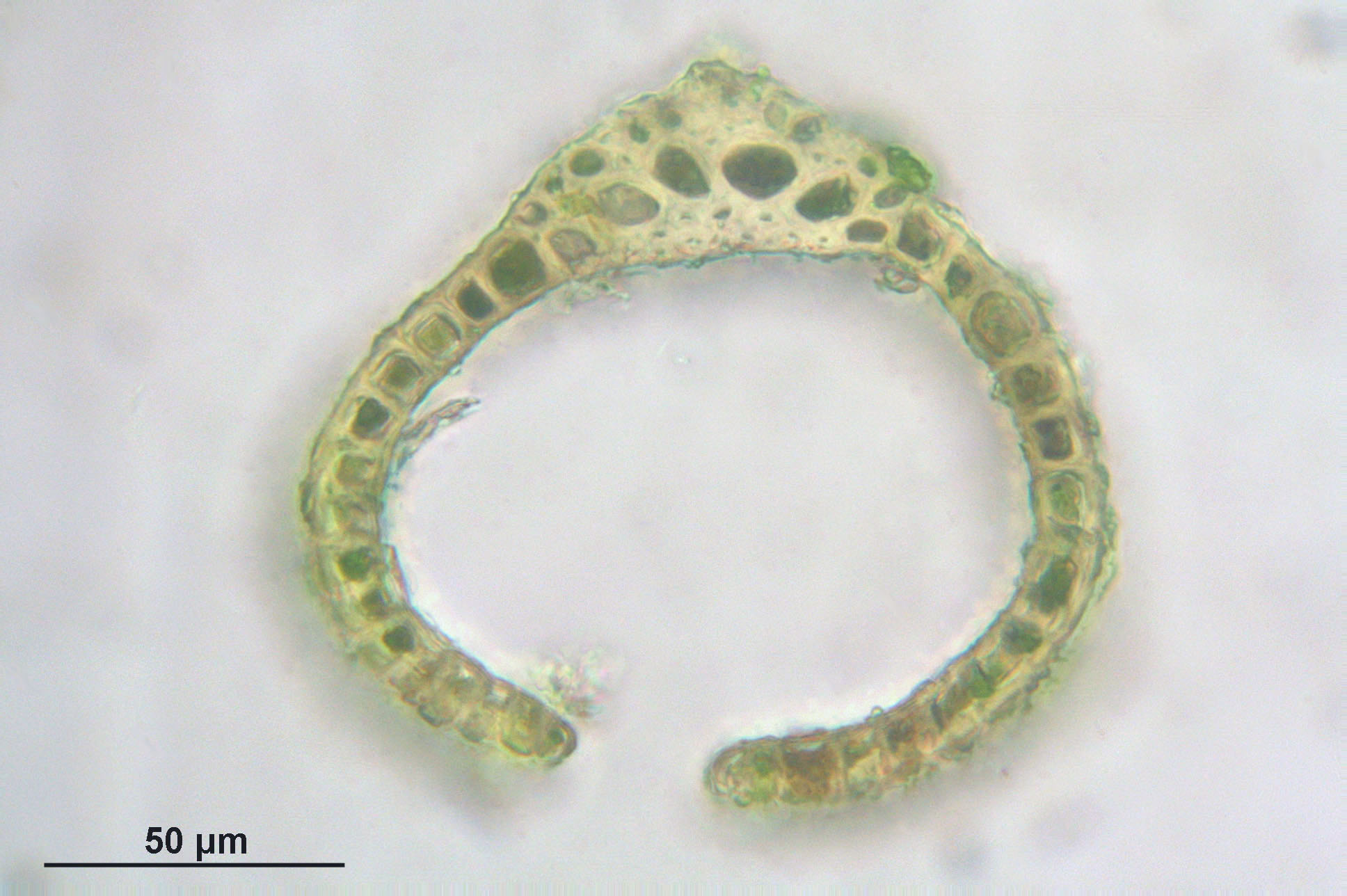
Bladdoorsnede
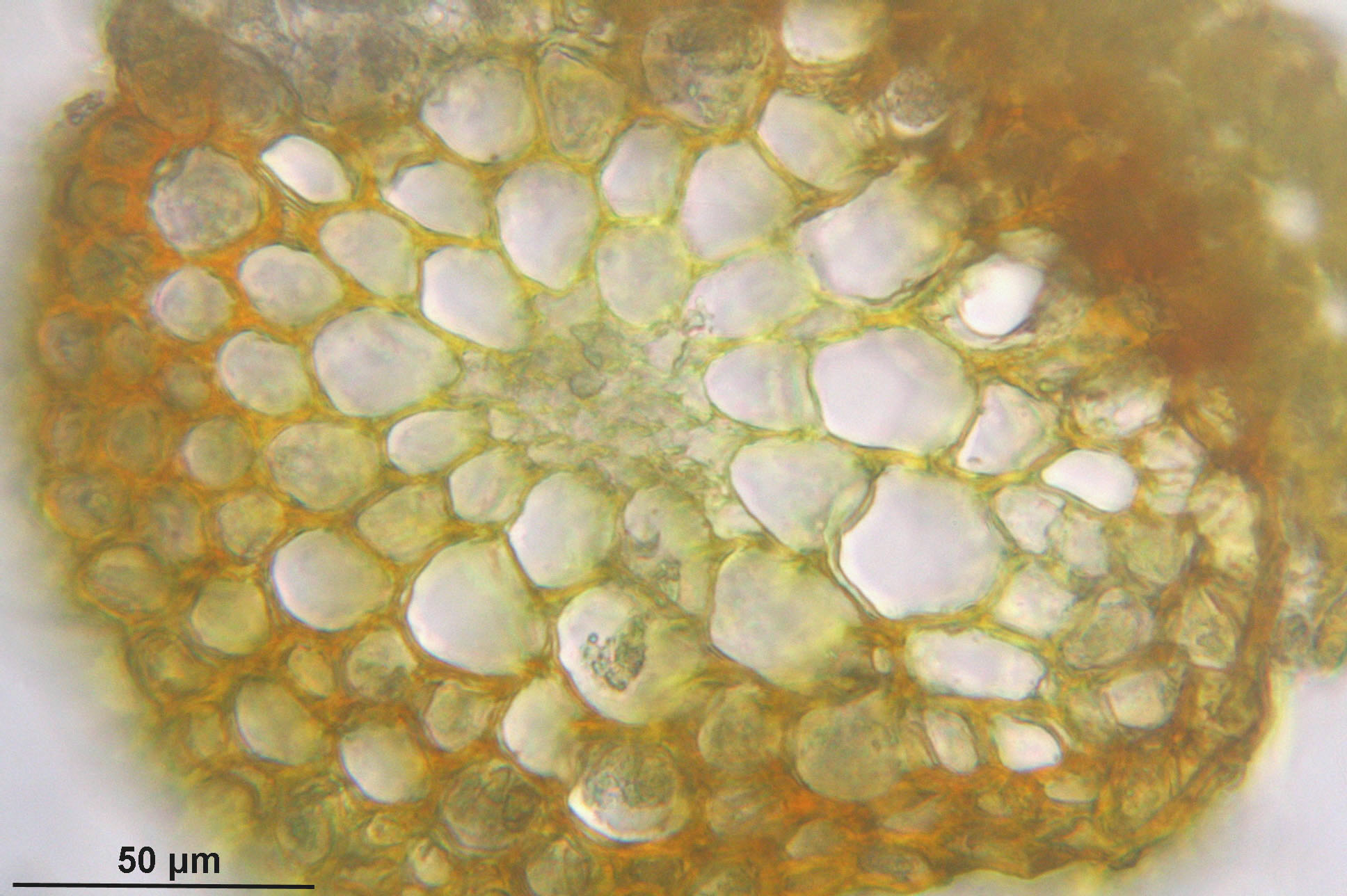
Stengeldoorsnede
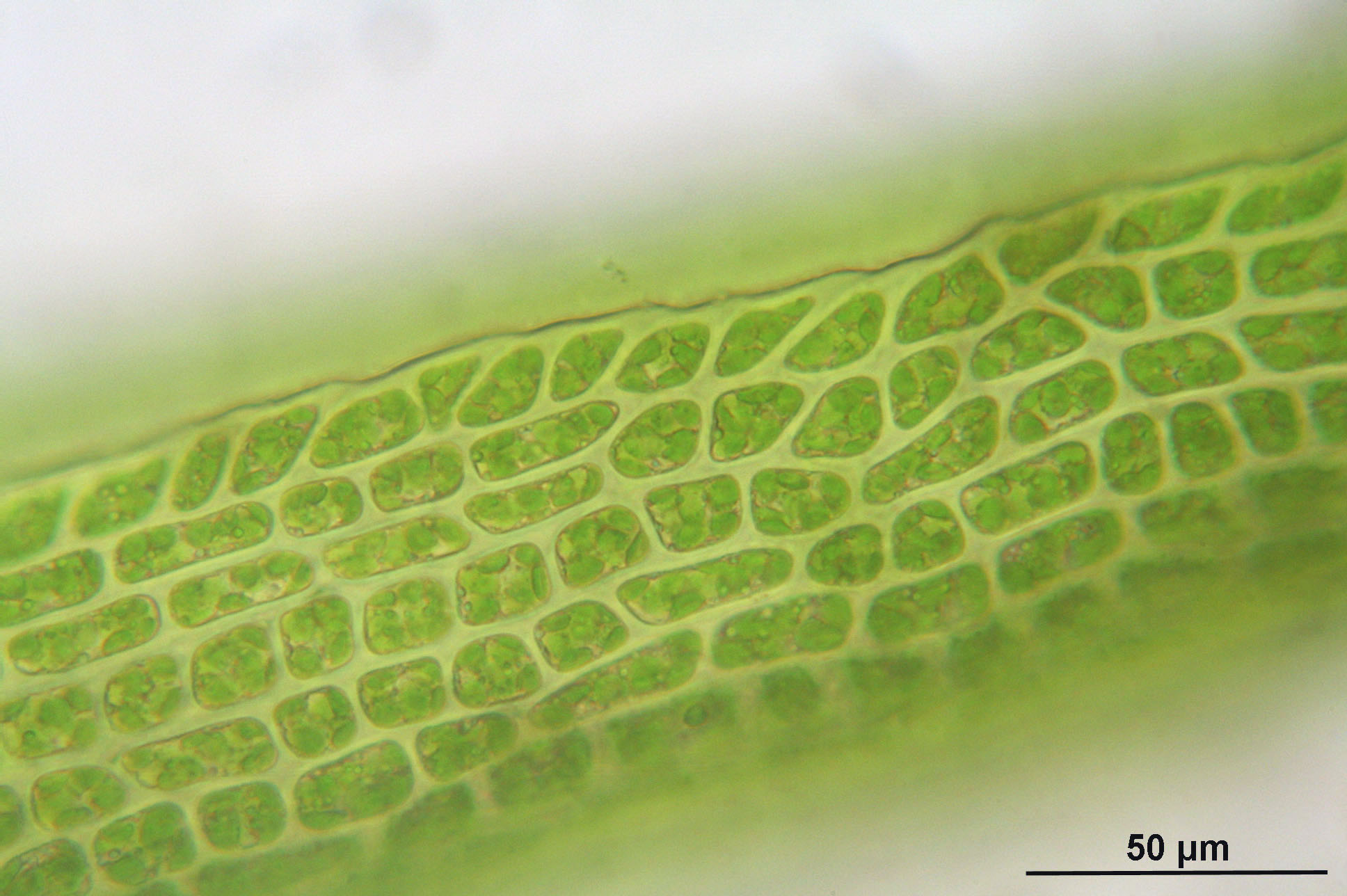
Bladcellen midden
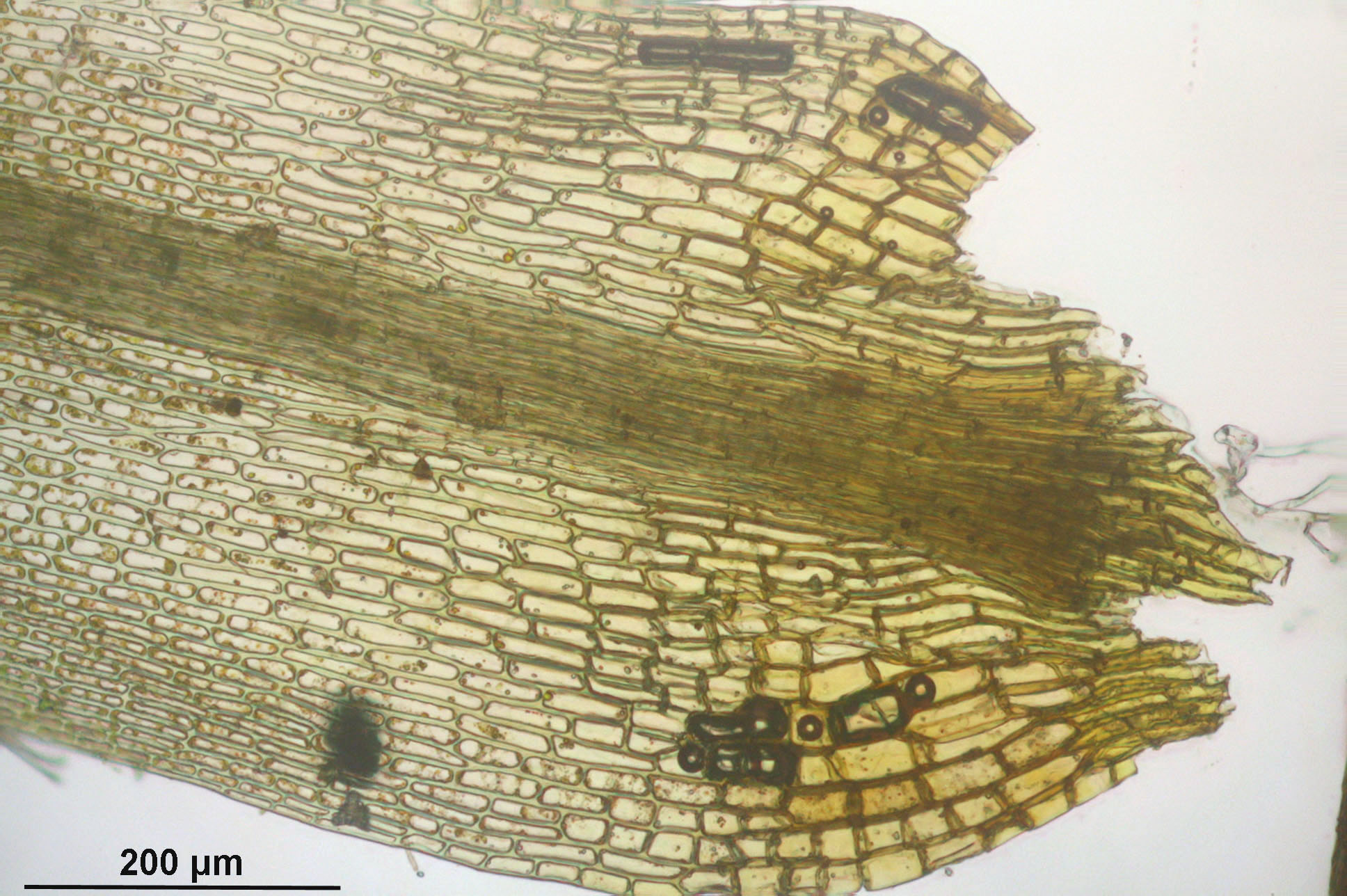
Bladcellen bladvoet